# Salvador Valeri i Pupurull
Pour les articles homonymes, voir Valeri.

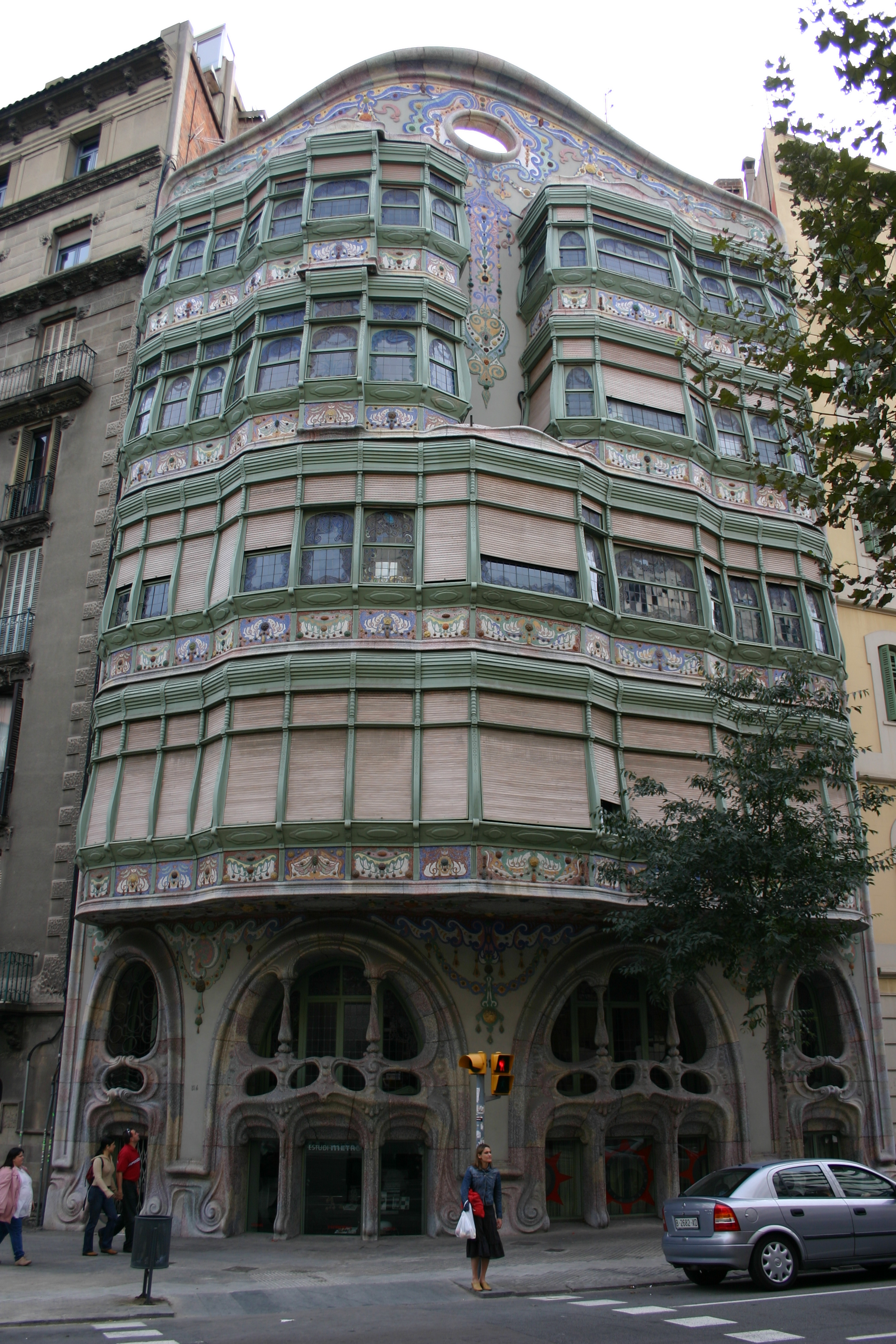
Casa Comalat

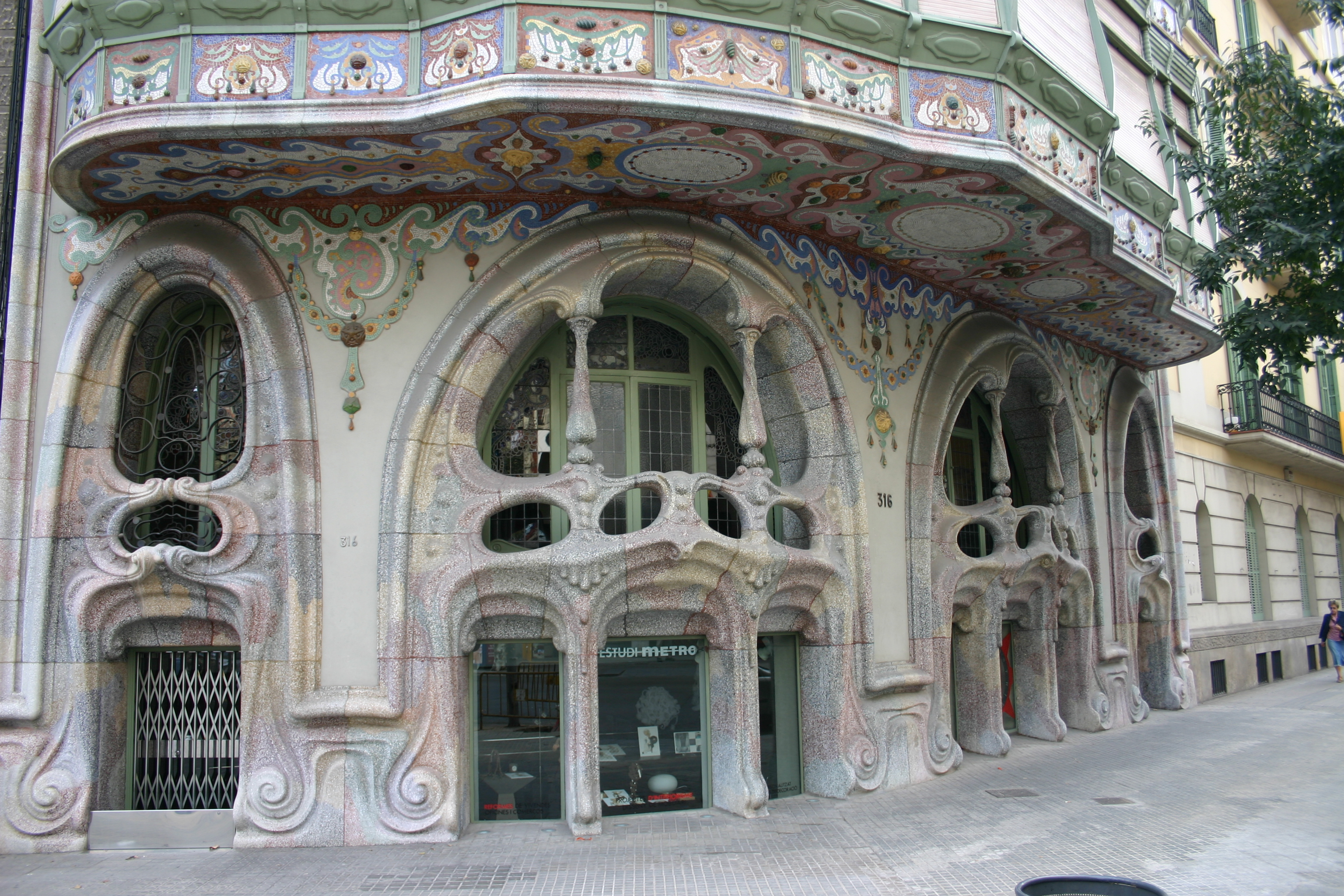
Casa Comalat

Salvador Valeri i Pupurull, né en 1873 à Barcelone et mort en 1954, est un architecte espagnol. Il a étudié à l'École technique supérieure d'architecture de Madrid et à l'École d'architecture de Barcelone, où il a obtenu son titre d'architecte en 1899. Il fut un des participants du mouvement moderniste qui secoua la Catalogne.